# DKW F89
DKW F89 (znany także jako DKW Meisterklasse) – samochód osobowy klasy średniej produkowany przez niemiecką firmę DKW w latach 1950–1954. Dostępny jako: 2-drzwiowy kabriolet, 3-drzwiowe kombi oraz 2-drzwiowy sedan. Następca modelu F8. Do napędu użyto dwusuwowego silnika R2 o pojemności 0,7 l. Moc przenoszona była na oś przednią poprzez 3- lub 4-biegową manualną skrzynię biegów. Samochód został zastąpiony przez model DKW 3=6.

## Galeria

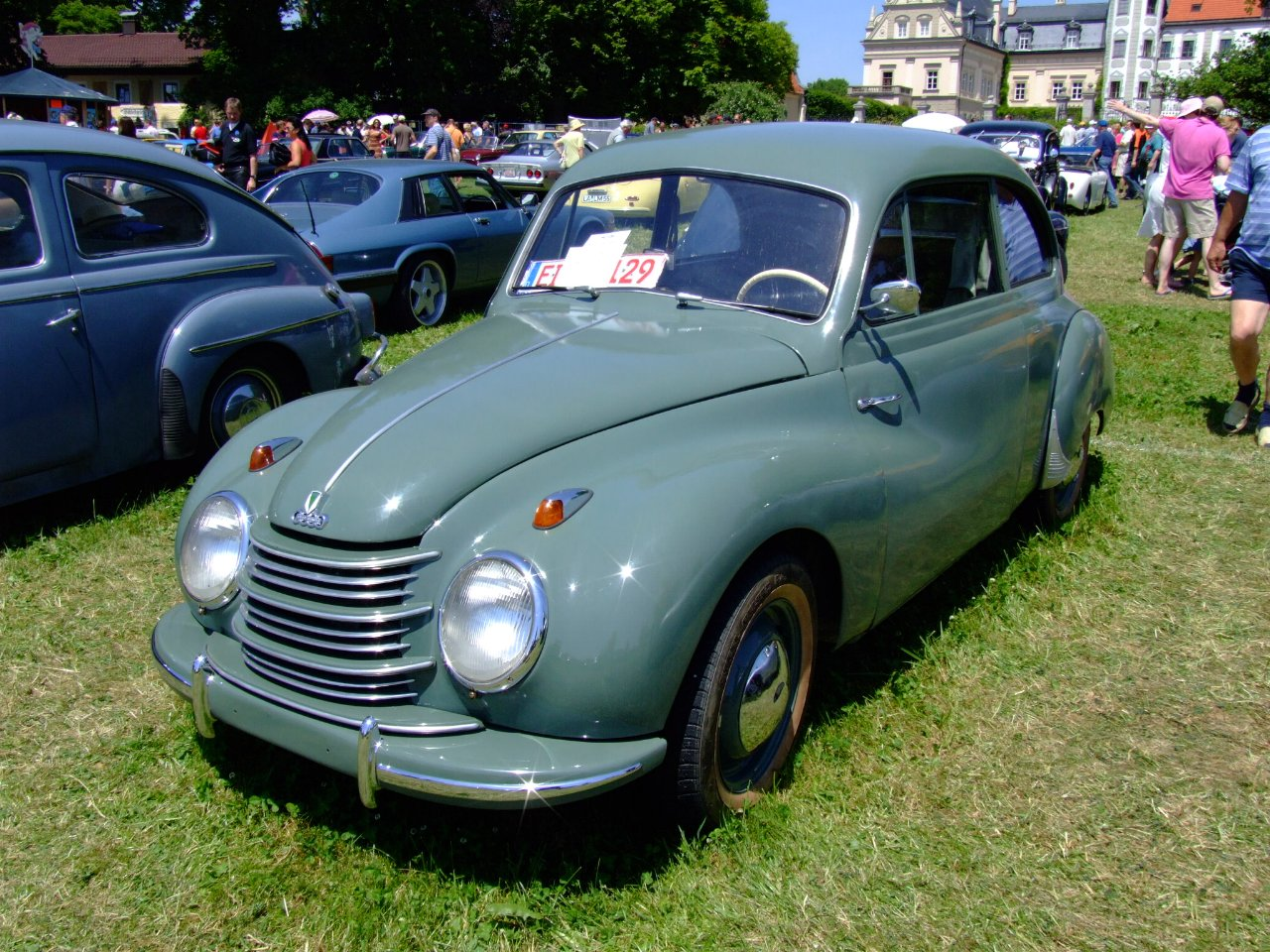
'52 Meisterklasse
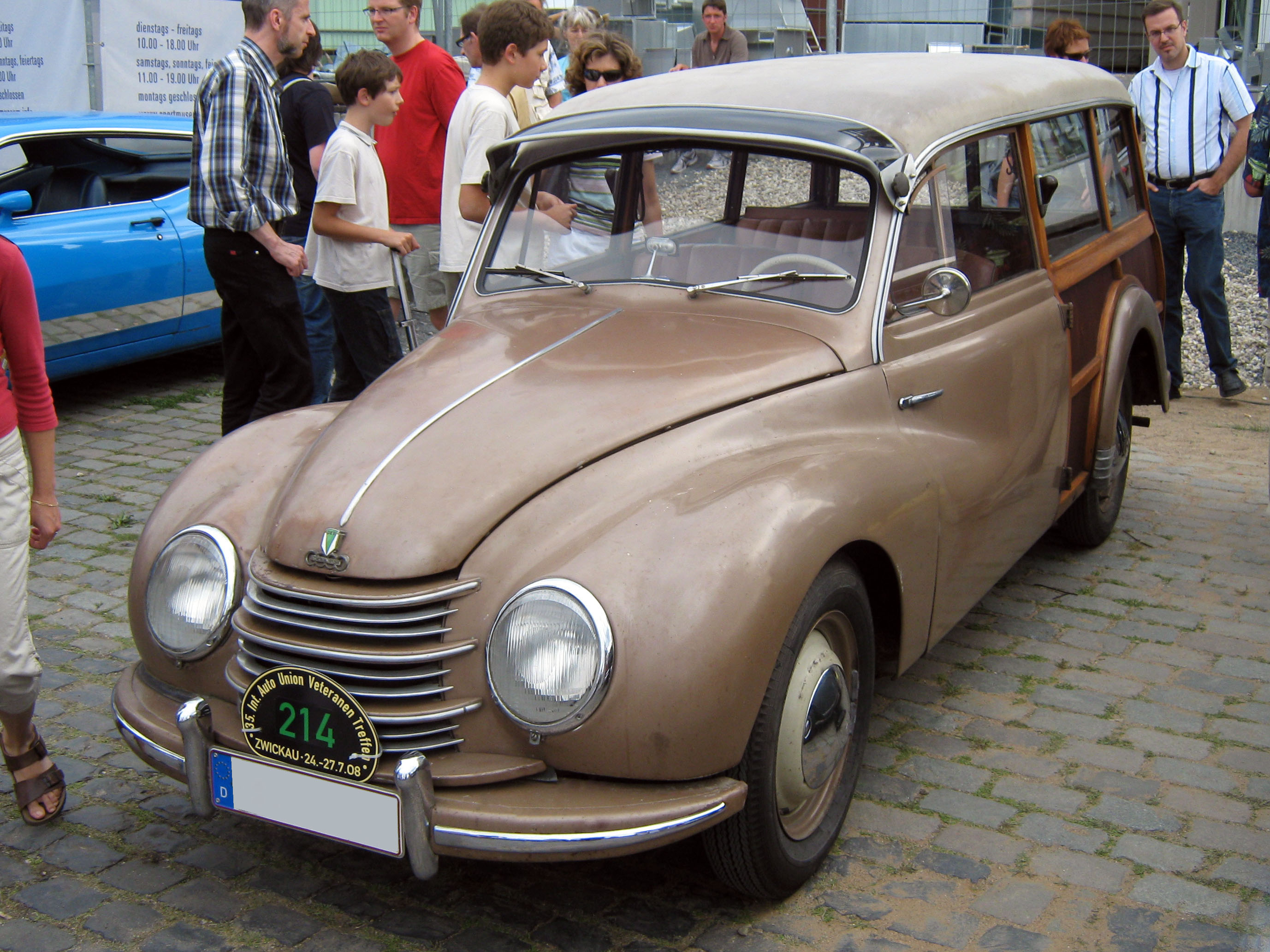
Wersja kombi - F89 Universal Meisterklasse
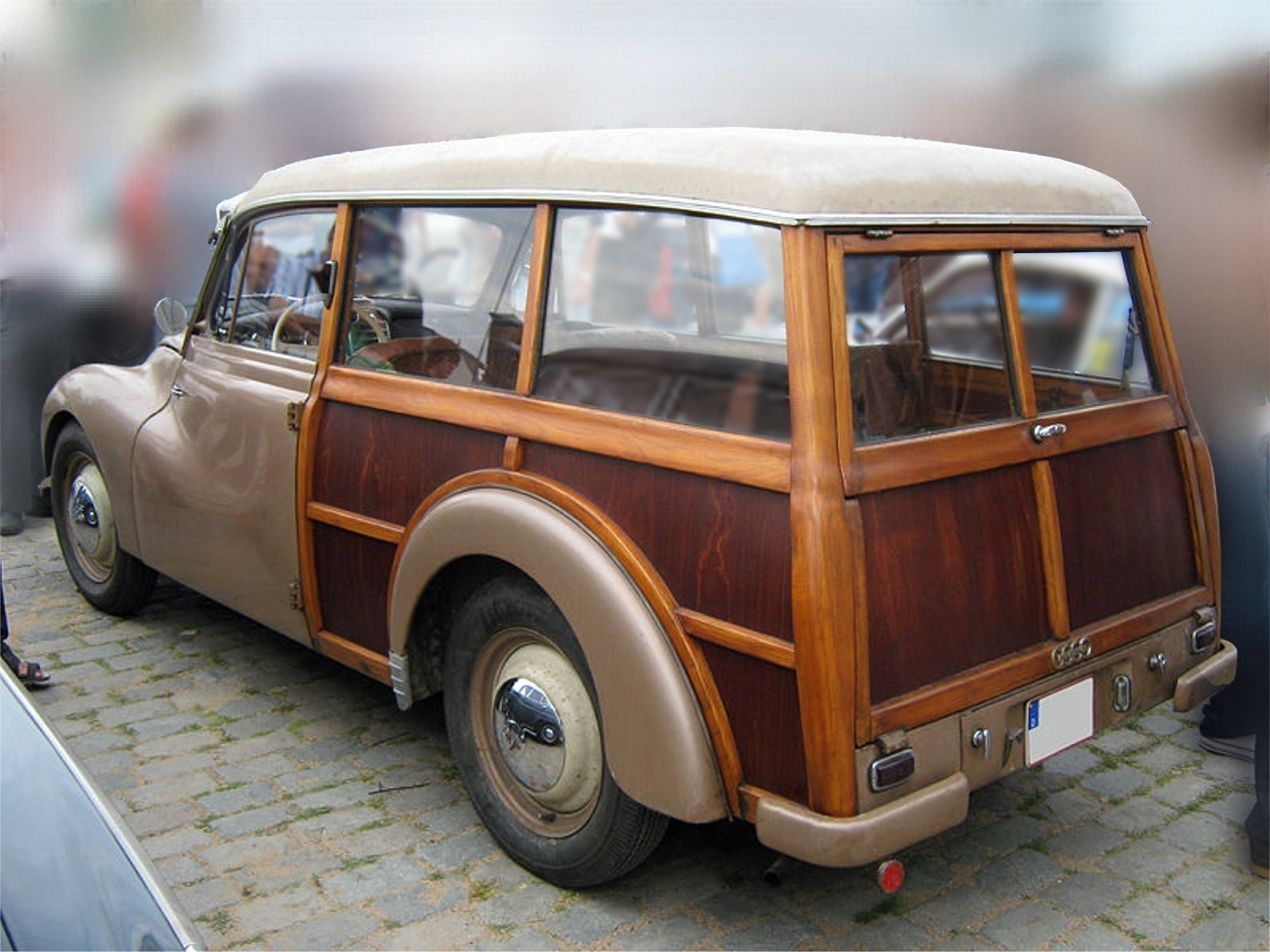
Wersja kombi - F89 Universal Meisterklasse
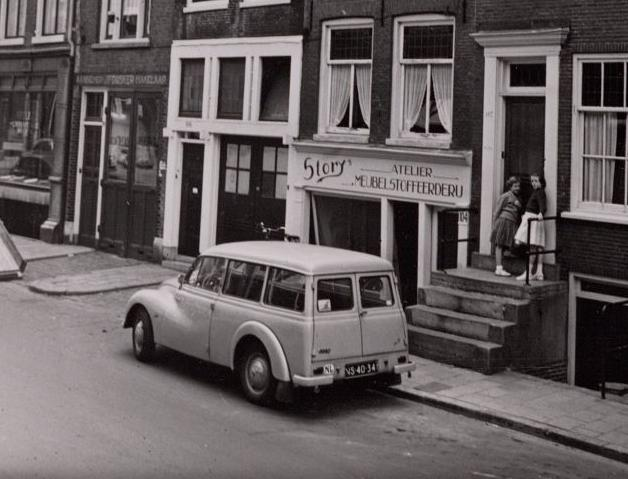
Wersja kombi - F89 Universal Meisterklasse